# Iso Sämpiä
Iso-Sämpiä är en sjö i Finland. Den ligger i kommunen Hirvensalmi i landskapet Södra Savolax, i den södra delen av landet, 180 km nordost om huvudstaden Helsingfors. Iso-Sämpiä ligger 83,8 meter över havet. Arean är 1,56 kvadratkilometer och strandlinjen är 11,04 kilometer lång. Sjön  ingår i Kymmene älvs huvudavrinningsområde.   I omgivningarna runt Iso Sämpiö växer i huvudsak blandskog. Den sträcker sig 2,9 kilometer i nord-sydlig riktning, och 2,4 kilometer i öst-västlig riktning.
I övrigt finns följande i Iso Sämpiö:
- Ilokallionsaari (en ö)